# Leonardo Basso
Leonardo Basso ao grande Prêmio de Fourmies 2015
Leonardo Basso (nascido em 25 de dezembro de 1993 em Castelfranco Veneto) é um ciclista italiano, membro da equipa Ineos.

## Biografia
Leonardo Basso entra no mês de agosto de 2015 na formação WorldTour Trek Factory Racing, como estagiário. Participa sobretudo em duas corridas profissionais nos Estados Unidos, na Tour de Utah (sexta de uma etapa) bem como ao Volta ao Colorado. Durante esta última, realiza a sua principal pré-temporada tomando o terceiro lugar de uma etapa conseguida por Roman Kreuziger.

## Palmarés em estrada
- 2011
  - Troféu Buffoni
- 2013
  - Troféu FPT Tapparo
- 2014
  - Circuito dell'Assunta
- 2015
  - Troféu Gavardo Tecmor
  - Grande Prêmio da indústria, do comércio e do artesanato de Carnago
  - 2.º da Medaglia de Ouro Frare De Nardi
  - 2.º do Grande Prêmio Santa Rita
- 2016
  - 3.º do Grande Prêmio San Giuseppe
  - 3.º da Volta da província de Biella
  - 3.º do Grande Prêmio Santa Rita
- 2017
  - 2.º da Medaglia de Ouro Frare De Nardi
  - 3.º do Grande Prêmio San Giuseppe
- 2018
  - 1.ª etapa b da Semana internacional Coppi e Bartali (contrarrelógio por equipas)

## Classificações mundiais
| Ano              | 2013   | 2014 | 2015   | 2016 | 2017  |
| UCI Europe Tour  | 945.º. |      | 820.º  |      | 1 120 |
| UCI America Tour |        |      | 211.º. |      |       |
| UCI Asia Tour    |        |      | 257.º. |      |       |